# Guivry
Guivry é uma comuna francesa na região administrativa de Altos da França, no departamento de Aisne. Estende-se por uma área de 7,15 km². Em 2010 a comuna tinha 253 habitantes (densidade: 35,4 hab./km²).